# آسپر
آسپر (به لاتین: Aaspere) یک روستا در استونی است که در دهستان هالیالا واقع شده‌است.